# Drakontyum obří
Drakontyum obří (Dracontium gigas) je vytrvalá bylina z čeledi árónovitých. V některých zdrojích je uváděna pod zavádějícím názvem zmijovec obrovský. Květní stvol dosahuje výšky 1 metr. Po odkvětu vyrůstá jediný mnohočetně zpeřený list podobný malému stromku, jehož řapík dosahuje výšky až 3 metry a šířka listu je až 1,5 metrů. Rostlina se vyskytuje ve Střední Americe v Nikaragui a Kostarice.